# 春卷

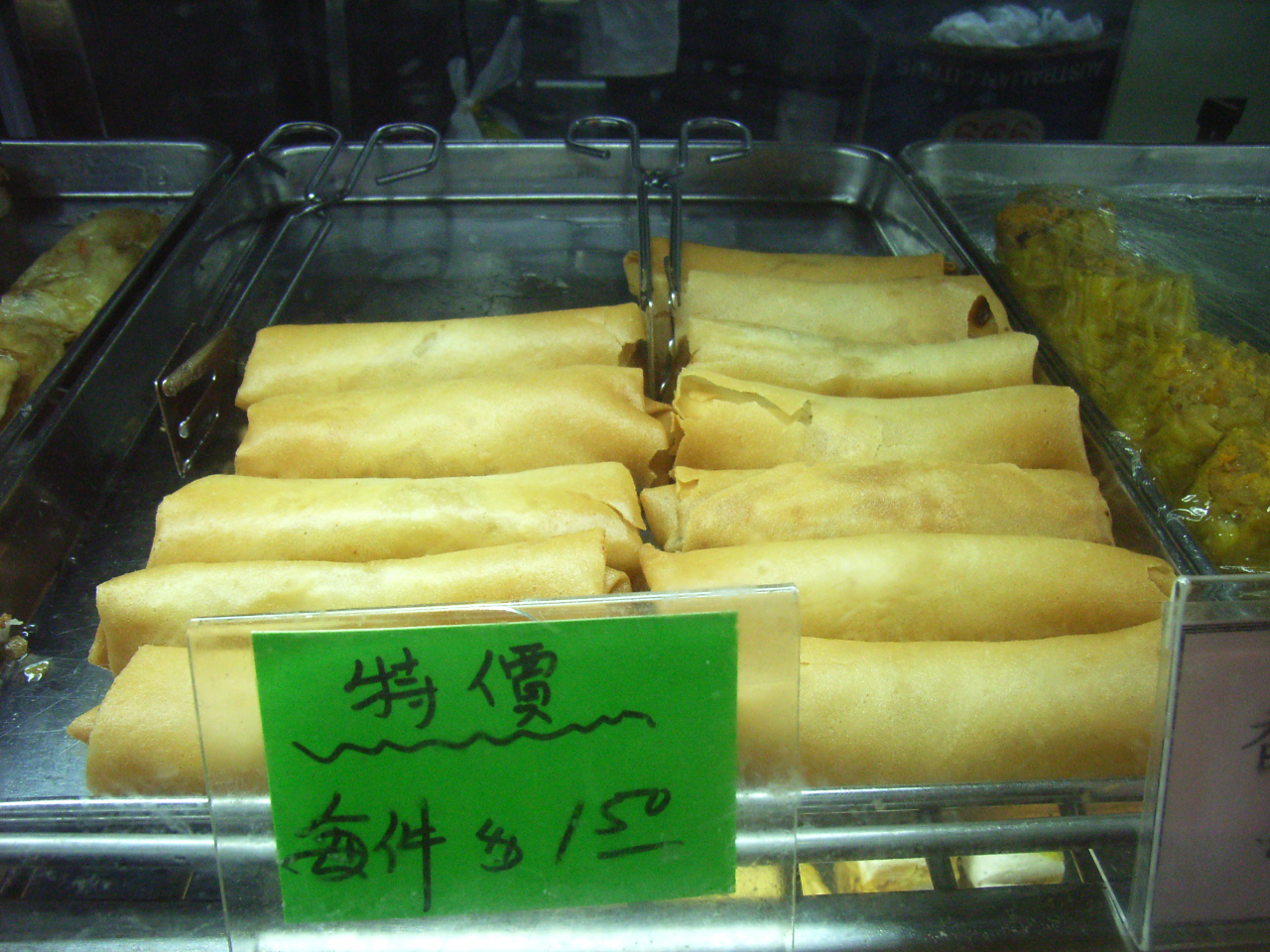
春卷

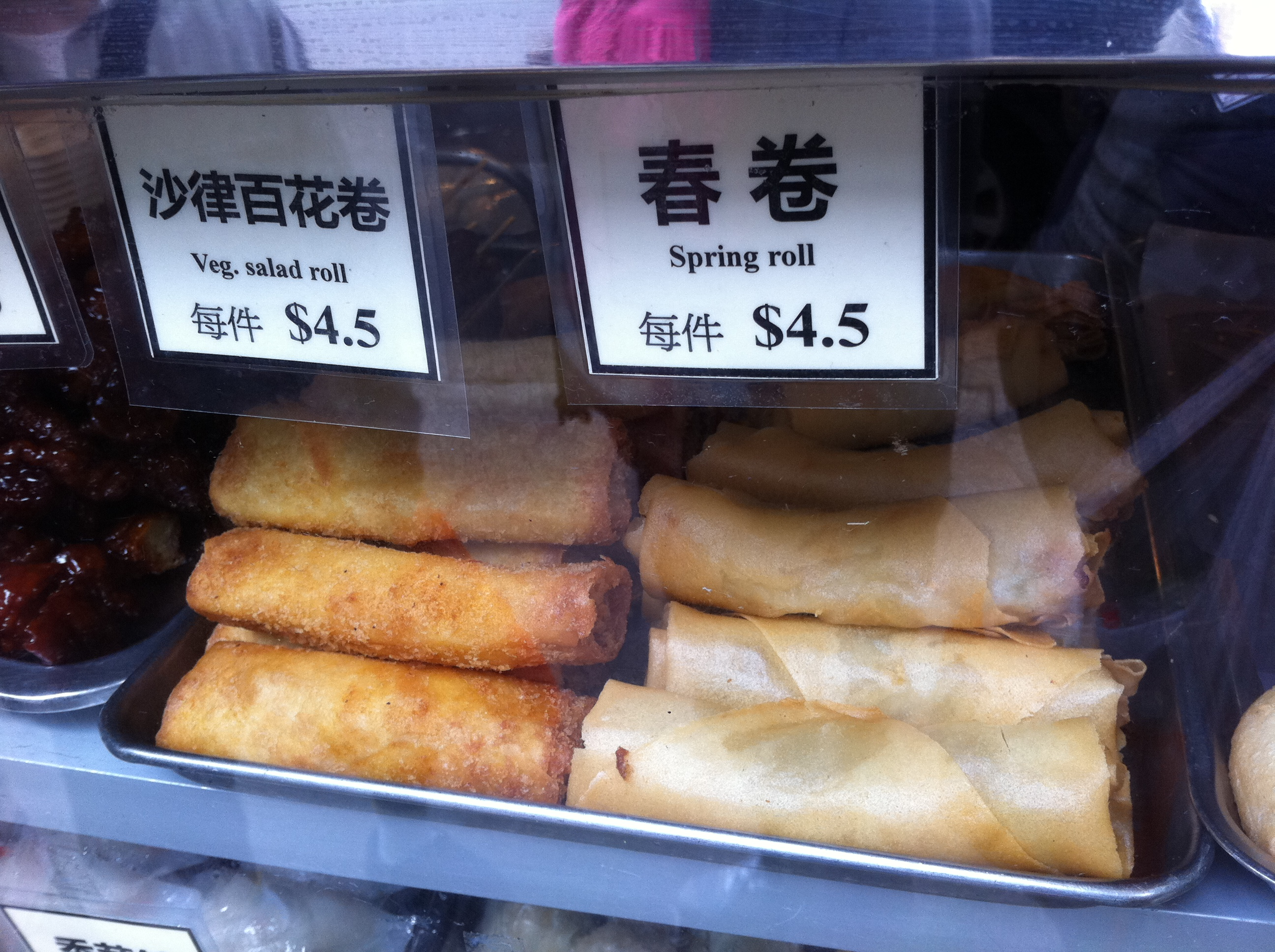
沙拉春卷

春卷（臺灣常寫作春捲）是中国及東南亞在民间流行的传统小吃，用薄麵皮，捲上餡料，經油炸的食品。各地的餡料和大小不同，但基本是扁圓筒狀。以中國為例，一般人多用蔬菜及肉作餡料，而北方部分地區則會改用紅豆沙。春卷亦是滿漢全席中第二席中的一道菜式。春卷历史悠久，由古代的春饼演化而来。

## 來歷
於立春當天，人們用餅皮包裹生菜，做成春餅，大家分食，祈求身體健康，稱之為「咬春」，逐漸演成油炸的春卷，春卷是用干面皮包馅心，经煎、炸而成。它由立春之日食用春盘的习俗演变而来。
据晋周处《风土记》载：“元旦造五辛盘”，就是将五种辛荤的蔬菜，供人们在春日食用，故又称为“春盘”。唐时，其内容有了发展变化，《四时宝镜》称：“立春日，食芦菔、春饼、生菜，号春盘。”后春卷样式越来越精致，在元代已有关于包馅油炸的春卷记载。
元代无名氏编撰的《居家必用事类全集》记载有“卷煎饼”：“摊薄煎饼，以胡桃仁、松仁、桃仁、榛仁、嫩莲肉、干柿、熟藕、银杏、熟栗、芭榄仁，以上除栗黄片切外皆细切，用蜜、糖霜和加碎羊肉、姜末、盐、葱调和作馅，卷入煎饼，油焯过。”这就是早期的春卷制法。明代食谱《易牙遗意》中也有类似的记载。

## 各式特色

### 天津春卷
天津春卷体积较小，常以红豆沙为馅料，油炸熟后作甜点或菜肴。

### 上海春卷
上海春卷是一款美味食谱，馅的主要原料是猪肉，香菇，白菜，酒，酱油，盐等，这道菜制作简单、营养丰富，鲜香可口。

### 四川春卷
四川成都人口中的“春卷”并非油炸的。它是用摊的薄面皮，在饭桌上卷入馅料（蔬菜为主，也有人吃肉的）后直接入口食用。吃法类似于烤鸭卷饼。貴州贵阳也有类似的菜品，当地叫“丝娃娃”，所用面饼较小。

### 香港春卷
香港的春卷有時會寫作「春捲」，是粵式茶樓「飲茶」十分常見的點心之一，約四吋長，直徑一吋左右，以油炸方式烹調，外為麵粉皮，炸至金黃色，內裡餡料豐富，如冬菇絲、豬肉絲、甘筍絲、竹筍絲、粉絲和黑木耳等，每碟數量大多為三件，吃時或會用剪刀從中間剪成兩半，然後蘸點喼汁食用，這種從英國傳入的調味料酸中帶點微辣，進食油炸的春捲時蘸點喼汁，有助解膩。香港亦有其他版本的春卷，小販攤檔所售賣的春卷直徑長兩吋甚至更粗，外皮比傳統春卷鬆脆，內裡的饀料更多，作為街頭小吃很受歡迎。香港還有一種魚肉春卷，餡料主要是攪碎的魚肉，將餡料用腐皮包裹後再油炸而成，具有漁村風味。

### 福州春卷
福州春卷，又稱春餅，为福州地方特色小吃，由一历史故事得名而来，用薄如蝉翼的春卷皮包上豆芽、豆干、肉丝、香菇等丰富的馅料，仿佛把整个春天都裹在其中
。

### 法式春卷
是茶餐廳的產物，於1992年在本土的一名水吧師傅創作。為了加強茶餐廳小食文化創作，這名師傅在2011年香港金茶王及金鴛鴦獲得雙優異獎。製作法式春卷所需的材料有麵包、雞肉腸、雞蛋、火腿、沙律醬。

### 閩南春卷
潤餅，又稱春捲、薄餅卷、嫩餅菜，這是用春卷皮鋪上一層糖粉和花生粉後加上各式各樣菜和肉捲好，無須油炸直接食用。潤餅作為閩南飲食文化的一部分，流行於閩南、潮汕和臺灣、印度尼西亞、菲律賓等東南亞地區。越南春卷在形式上也比較類似於潤餅。

### 越南春卷
越南春卷與中國春卷最大的不同在於餅皮，並不是用薄麵皮，而是用稻米磨漿製成的米皮包裹，餡料以蝦肉、豬肉和當地蔬菜為主，以米皮包裹成約十公分的小長筒，分成油炸或不油炸兩種吃法，吃時用手以生菜葉包裹春捲後沾魚露後食用，是越南相當盛行的一道料理。

### 菲律賓春捲
菲律賓語發音是lumpia，是福建閩南話「潤餅」的音譯。由於菲律賓的華人多為福建閩南移民，華人移民影響菲律賓飲食文化，菲律賓春捲為與閩南一樣的潤餅捲。

### 荷蘭春捲
荷語發音是loempia，極可能是閩南話「潤餅」（白話字：lūn-piaⁿ）的音譯。相傳是明末時，西葡荷諸夷曾經造訪中國沿海嘗試貿易並引進數量不少的華工，將當地的食材作法帶回家試吃。現今在荷蘭當地超市仍能看到loempia（荷蘭春捲）的冷凍速食包裝。

### 新馬薄餅
在馬來西亞和新加坡春卷則稱為薄餅（閩南語：Popiah；po̍h-piáⁿ），普遍上分為炸薄餅和没有油炸的兩種，裡面餡料多是沙葛（凉薯）。

### 北美蛋捲
在北美洲和部份歐洲的中餐館，“春捲”一詞專指素春捲，而肉餡春捲被稱為蛋捲（Egg Roll）。雖然各家餐廳的春捲形制不一，一般來說同一家餐廳的蛋捲要大於春捲。蛋捲使用較厚的麵皮，內餡以豬絞肉為主，摻雜蔬菜、蝦肉、粉絲等普通春捲材料。下油鍋前，蛋捲外刷蛋漿，炸后呈現凹凸不平的外皮。和其他類型的春捲一樣，蛋捲佐紅色酸甜醬或杏醬進食。